# Onaka
Onaka (in dakota: oyanka; "posto") è un comune (town) degli Stati Uniti d'America della contea di Faulk nello Stato del Dakota del Sud. La popolazione era di 15 abitanti al censimento del 2010.

## Geografia fisica
Onaka è situata a 45°11′33″N 99°28′01″W (45.192560, -99.466932).
Secondo lo United States Census Bureau, la città ha una superficie totale di 0,7 km², dei quali 0,67 km² di territorio e 0,03 km² di acque interne (4,43% del totale).
Ad Onaka è stato assegnato lo ZIP code 57466 e lo FIPS place code 46980.

## Storia
Onaka venne fondata nel 1907 come fermata su un ramo della linea ferroviaria della Minneapolis and St. Louis Railway costruita nello stesso anno tra Conde e LeBeau. Il servizio ferroviario ad Onaka fu interrotto nel 1940.

## Società

### Evoluzione demografica
Secondo il censimento del 2010, la popolazione era di 15 abitanti.

### Etnie e minoranze straniere
Secondo il censimento del 2010, la composizione etnica della città era formata dal 100% di bianchi, lo 0% di afroamericani, lo 0% di nativi americani, lo 0,24% di asiatici, lo 0% di oceanici, lo 0% di altre razze, e lo 0% di due o più etnie. Ispanici o latinos di qualunque razza erano lo 0% della popolazione.